# Centre médical de Viipurintie
Le centre médical de Viipurintie (finnois : Viipurintien terveysasema) ou centre médical d'Hämeenlinna (finnois : Hämeenlinnan terveyskeskus) est une maison médicale du quartier de Keinusaari à Hämeenlinna en Finlande,.

## Présentation
Le centre médical est la principale maison médicale d'Hämeenlinna et l'un des quatre centres médicaux du centre-ville.
L'hôpital municipal de Vanajavesi est installé dans les mêmes locaux.
Le centre médical est installé dans les locaux de l'ancien hôpital de Kanta-Häme, qui a commencé ses activités en 1844.
Les installations ont depuis été agrandies à plusieurs reprises.
L'hôpital de Kanta-Häme a été transféré à Ahvenisto dans les années 1970 et depuis les bâtiments servent de centre médical municipal.